# Giovanni Fattori
Pour les articles homonymes, voir Fattori.

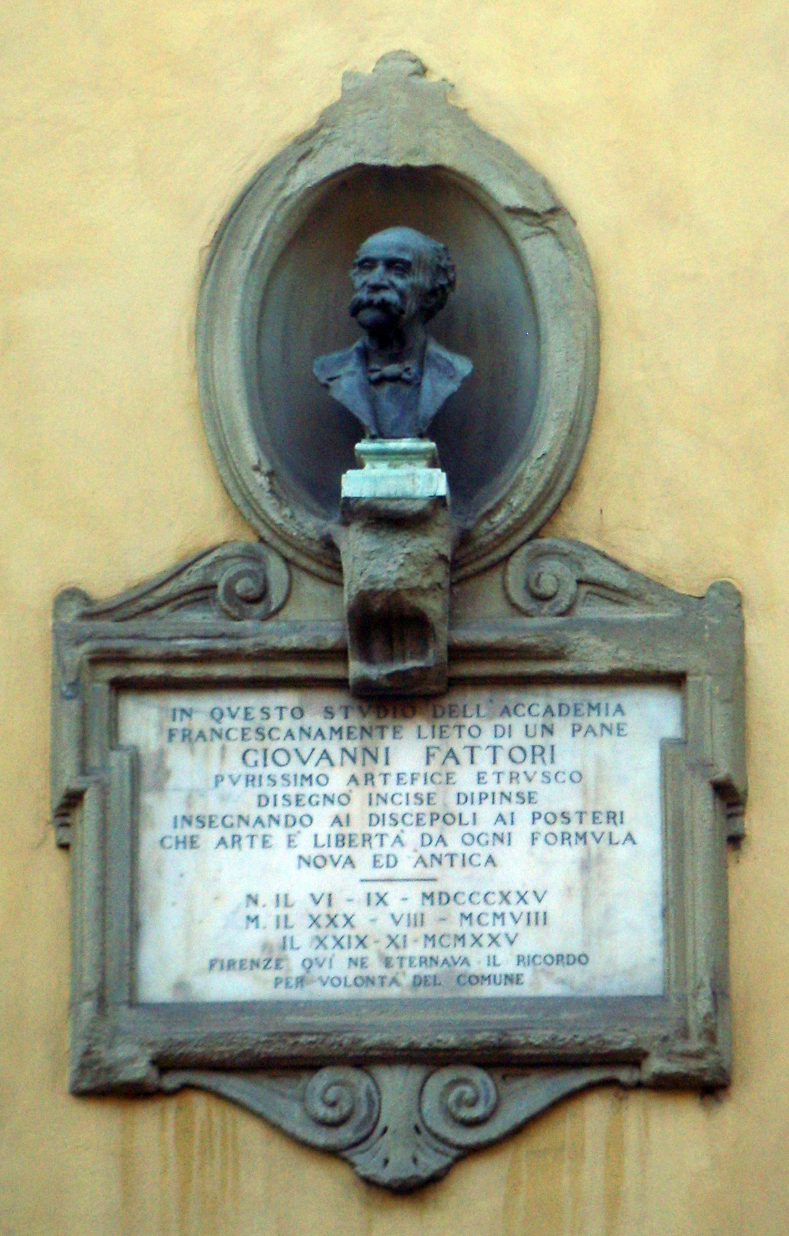
Plaque commémorative à Florence

Giovanni Fattori (Livourne, 25 octobre 1825 - Florence, 30 août 1908) est un peintre un dessinateur, et un aquafortiste italien du XIXe siècle. C'est l'un des plus importants représentants du mouvement des Macchiaioli.

## Biographie
Il est né à Livourne, dans une famille modeste, via della Coroncina où se trouve maintenant une plaque commémorative.

### Formation
Il étudie à Florence, d'abord à l'école privée de Giuseppe Bezzuoli, puis à l'Académie des Beaux-Arts (1847-51), où à partir de 1869 il sera professeur de peinture.
Toujours à Florence, il fréquente le Caffè Michelangiolo, lieu de rencontre d'artistes et de débats sur l'art.
Il commence sa carrière avec des œuvres historiques à sujets romanesques selon la règle académique du moment, comme Marie Stuart au champ de Crookstone, vers 1860, conservée aujourd'hui à Florence à la Galleria d'Arte Moderna, ou la Scène Médicis  (1859), conservée à Livourne.
En 1859, il aborde la peinture des épisodes du Risorgimento demandée par le Concours Ricasoli. Il travaille alors sur son premier grand tableau au sujet militaire contemporain, Le Camp italien après la bataille de Magenta (Florence, Galleria d'Arte Moderna) avec lequel il remporte le Concours.
L'idée de peindre ce sujet lui a été commandée en 1857 par un groupe de citoyens de Livourne. Il n'était pas satisfait de ce thème historique et recouvre l'esquisse de couleur grise, tourne la toile et le réutilise en peignant entre 1861 et 1862 Un épisode de la bataille de Montebello.

### Les Macchiaioli
À 42 ans, à la suite de la perte de sa première femme en mars 1867, il trouve du réconfort chez le critique d'art florentin Diego Martelli à Castiglioncello, où se réunit le groupe des « Macchiaioli » qui affinent les recherches sur la lumière et les couleurs par les « taches ». Ce séjour et les séjours ultérieurs de Fattori sur le domaine jusqu'en 1875 ont contribué à développer sa peinture avec des "taches" de couleur, l'attention au paysage étudié sur le vif et le portrait en extérieur.
Il abandonne ainsi progressivement les clairs-obscurs romantiques pour des contrastes de taches de lumière-couleur d'une grande précision (Femme au soleil, 1866, Milan, collection Jucker).
En 1890, quand le jeune peintre Alfredo Müller de retour de Paris enthousiasme la jeune génération avec des toiles qui ont retenu la leçon impressionniste, le vieux maître macchiaiolo s'oppose farouchement à cette influence française qu'il juge néfaste. Le débat a marqué le milieu artistique toscan.

### Reconnaissance
Il expose régulièrement à la Biennale de Venise depuis la première édition en 1895.
Il dirige la Scuola Libera di Nudo de l'Accademia di Belle Arti à Florence quand Amedeo Modigliani s'y inscrit en 1902.
Il meurt à Florence en 1908 et est enterré à Livourne dans le Famedio des illustres habitants de Livourne à Montenero.
En 1935, le Musée Civique de Livourne porte son nom.

## Œuvre
Les thèmes constants dans l'œuvre de Fattori sont les paysages et les habitants de la Maremme (Les Gardiens de troupeaux, 1893, Livourne, Musée Fattoriano) et la vie militaire (L'Homme qui a perdu son étrier, 1882, Florence, Galerie d'Art moderne). Il réalise également des aquarelles et des eaux-fortes.
Galerie d'Art moderne (Florence) au Palais Pitti conserve 50 œuvres de lui.
- Brunelleschi faisant l'épreuve de l'œuf (1845), Galerie d'Art moderne (Florence), Palais Pitti
- Autoportrait (1854), huile sur toile, 59 × 47 cm, Galerie d'Art moderne (Florence), Palais Pitti[7]
- Portait de la Signora Biliotti (1854)[8]
- Les Soldats français[9] (1859), collection privée
- La Cousine Argia (vers 1861), huile sur carton, 36 × 29 cm, Galerie d'Art moderne (Florence), Palais Pitti[10]
- Marie Stuart sur le champ de bataille de Crookstone (1861), Galerie d'Art moderne (Florence), Palais Pitti
- Le Camp italien après la bataille de Magenta (1861-1862), Galerie d'Art moderne (Florence), Palais Pitti
- Un épisode de la bataille de Montebello 1859 (1862), huile sur toile, 204 × 290 cm, Museo civico, Livourne[11]
- Portrait d'un jeune homme (vers 1865), huile sur toile, Galerie d'Art moderne (Florence), Palais Pitti[8]
- Portrait de la Signora Biliotti (vers 1865), huile sur toile, 68 × 54 cm, Galerie nationale d'Art moderne et contemporain, Rome[12]
- La Rotonda di Palmieri (1866), Galerie d'Art moderne (Florence), Palais Pitti[13]
- Femme en plein air[9] (1866), Milan, Pinacoteca di Brera

Les Macchiaioli
- Diego Martelli à Castiglioncello (1866-1870), sur bois, 33 × 20 cm, collection Jucker, Mailand[14]
- Diego Martelli à cheval (1867),Galerie d'Art moderne (Florence), Palais Pitti[8]
- Portrait de la Signora Martelli à Castiglioncello (vers 1867) huile sur panneau, 20 × 35 cm, Museo civico, Livourne[11]
- Épisode de la bataille de Custoza. Le prince Amedeo blessé est escorté jusqu'à une ambulance (1870), huile sur toile, 100 × 265 cm, Pinacothèque de Brera, Milan[15]
- Charge de cavalerie (1873), Galerie d'Art moderne (Florence), Palais Pitti[8]
- L'Homme qui a perdu son étrier (1881), huile sur toile, 90 × 130 cm,Galerie d'Art moderne (Florence), Palais Pitti[8]
- Tempête (vers 1875), huile sur toile, 66 × 27 cm, Galerie d'Art moderne (Florence), Palais Pitti[14]
- Les Lignes de bataille (1884), 84 × 150 cm, Galerie nationale d'Art moderne et contemporain, Rome[16]
- Le Repos  (1887), huile sur toile, 88 × 179 cm, Pinacothèque de Brera
- Portrait de la belle-fille de l'artiste (1889), huile sur toile, 71 × 55 cm, Galerie d'Art moderne (Florence), Palais Pitti[8]
- Troupeaux de la Maremme ou Les Butteri (1893), huile sur toile, 200 × 300 cm, Museo civico, Livourne[11]
- Autoportrait (1894), huile sur toile, 55 × 70 cm, Collection Camerini, Église San Stefano, Lucques[14]

Dates non documentées
- Porcs au pâturage, Galerie d'Art moderne (Florence), Palais Pitti[8]
- Vallospoli, Galerie d'Art moderne (Florence), Palais Pitti[8]
- Dames dans le jardin, Collection particulière[8]
- L'Embuscade, huile sur panneau, 25 × 36 cm, Collection privée, Vente Bonhams 2009[17]

Oeuvres non documentées [réf. nécessaire]
- Paesaggio di Marzo, Galerie d'Art moderne (Florence), Palais Pitti
- Bovi al pascolo, Galerie d'Art moderne (Florence), Palais Pitti
- Madonna della scoperta, Galerie d'Art moderne (Florence), Palais Pitti
- Pourquoi ne pas le dire ?, Galerie d'Art moderne (Florence), Palais Pitti
- Peloton de cavalerie, Galerie d'Art moderne (Florence), Palais Pitti
- Riposo, Galerie d'Art moderne (Florence), Palais Pitti
- La Sardaigne, 1890-1900
- Les Labours, 1880-1882

### Galerie d'œuvres

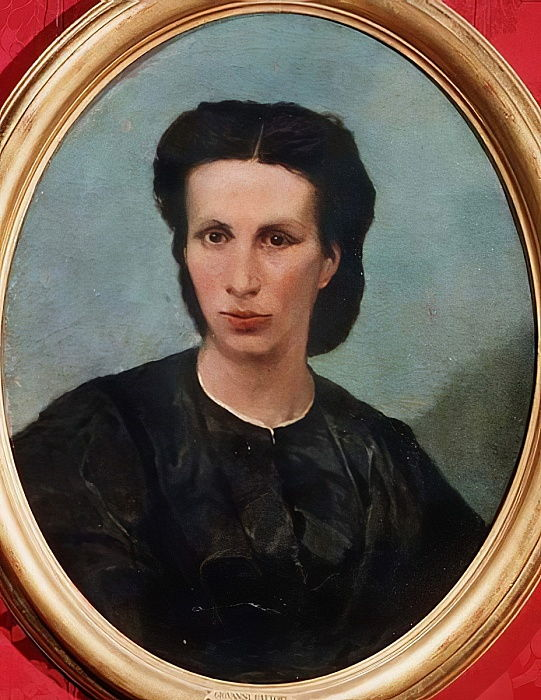
Portait de la Signora Biliotti (1854) Galerie d'Art moderne (Florence)
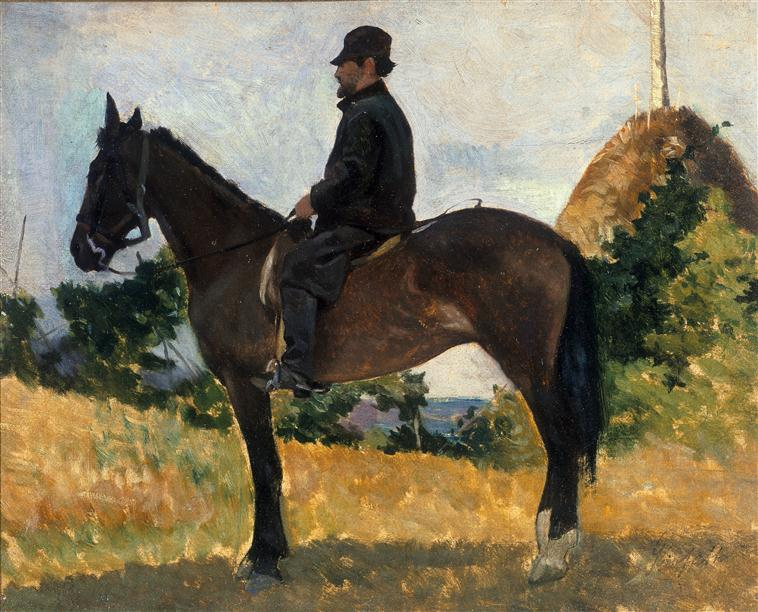
Diego Martelli à cheval (1867) Galerie d'Art moderne (Florence)
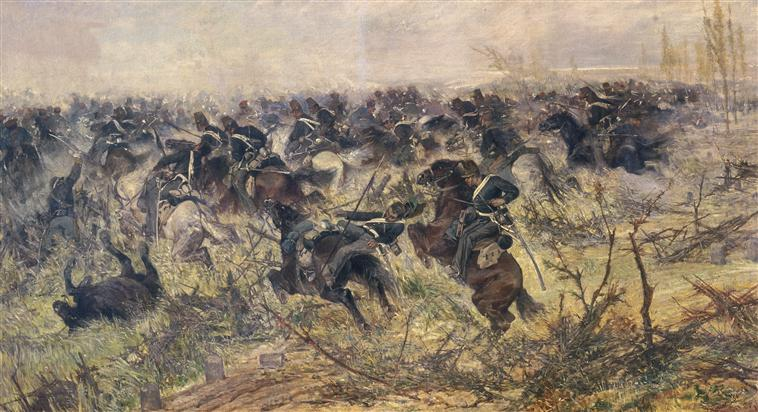
Charge de cavalerie (1873) Galerie d'Art moderne (Florence)
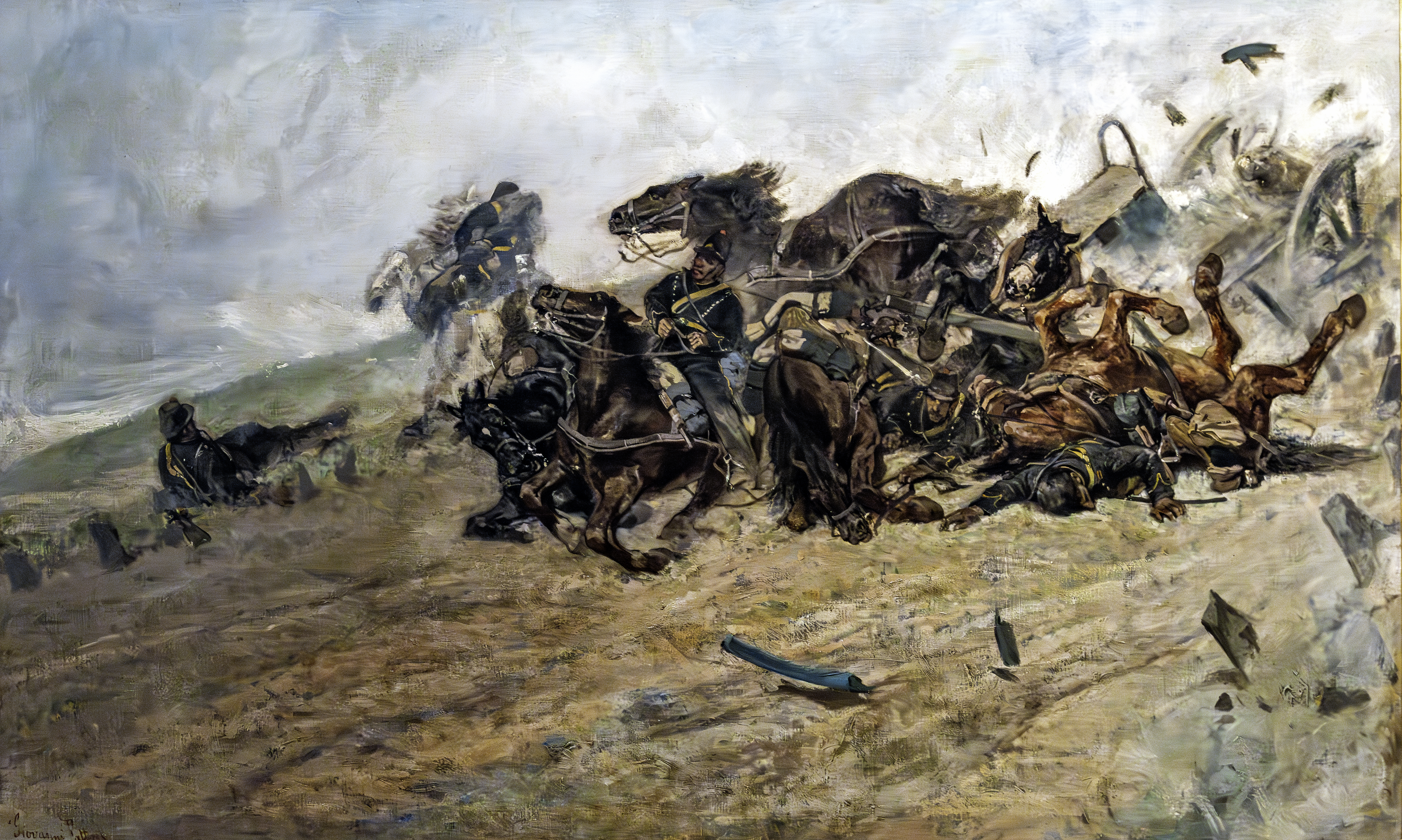
L'explosion du caisson (1878) Ca' Pesaro Venise
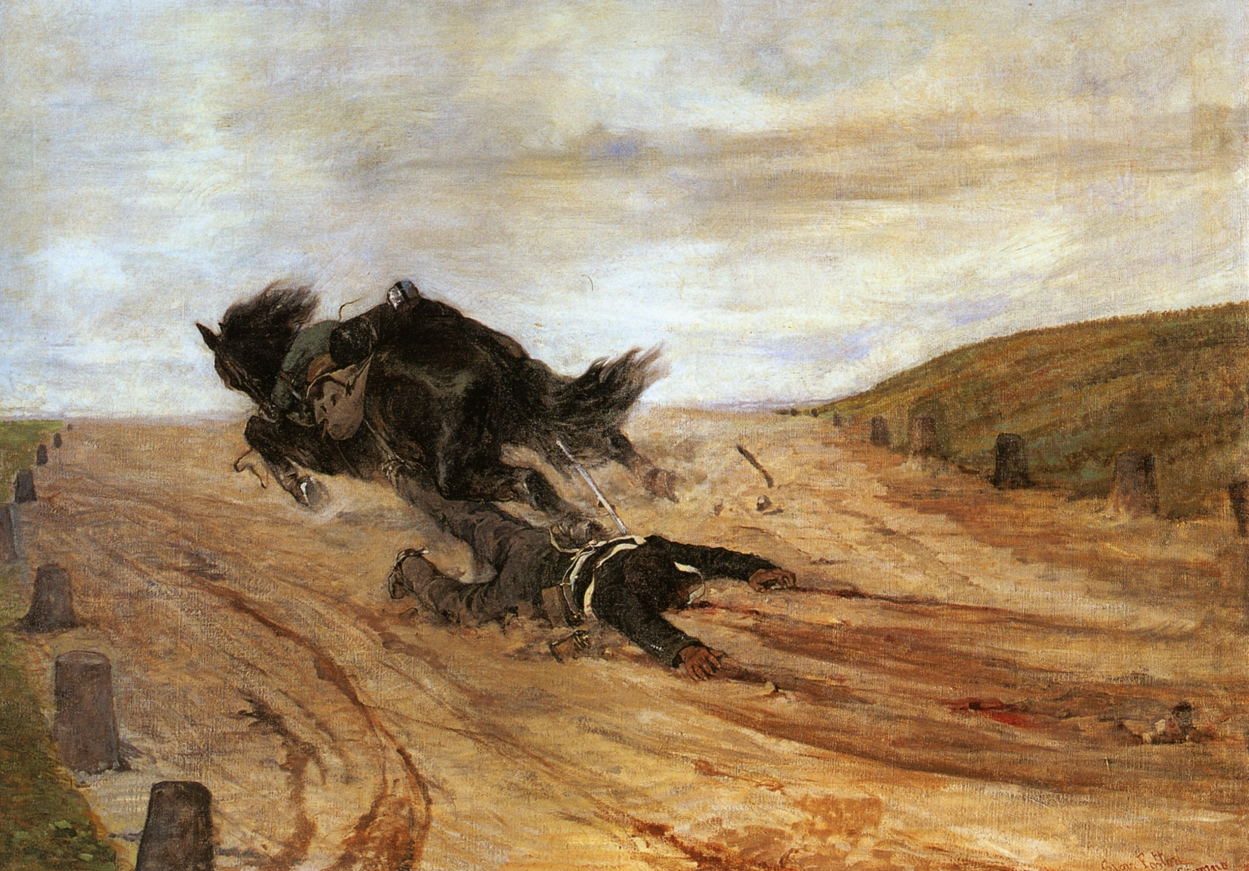
L'Homme qui a perdu son étrier (1881) Galerie d'Art moderne (Florence)
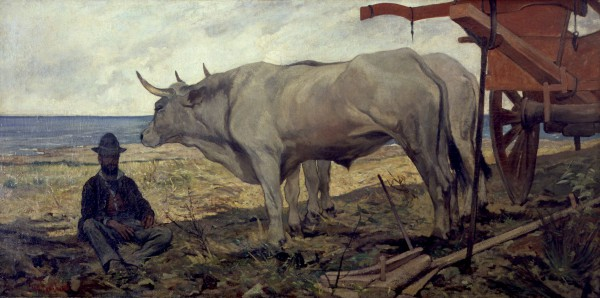
Le Repos (1887) Pinacothèque de Brera
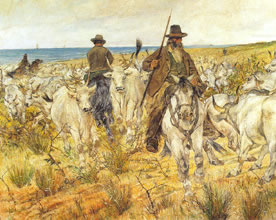
Les Butteri, gardiens de troupeaux en Maremme.
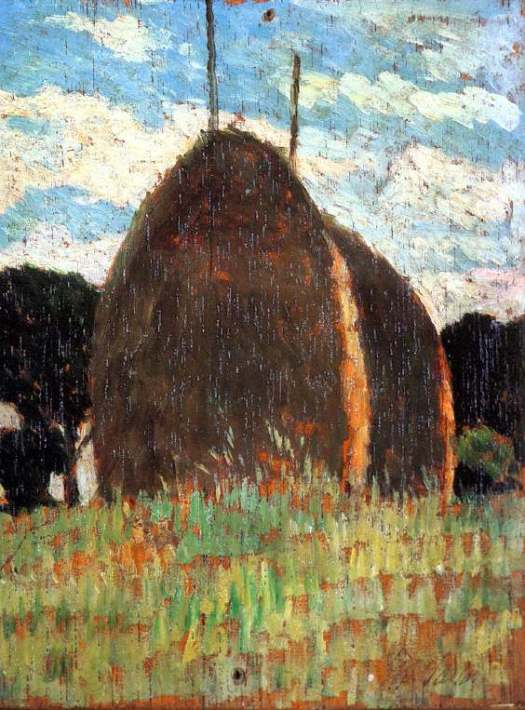
Meules de foin de Giovanni Fattori.
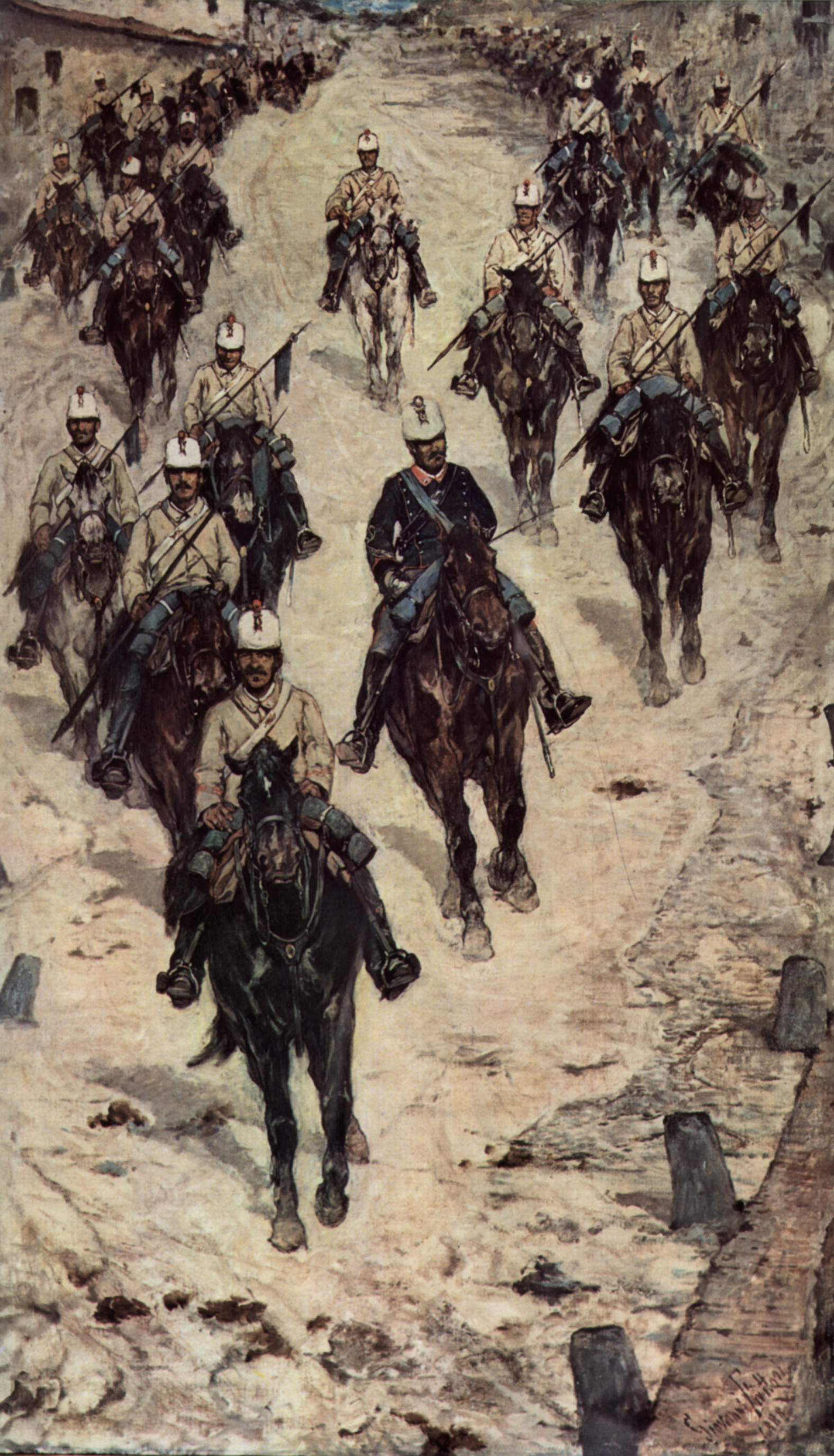
Peinture militaire.